# Коронаційна медаль Короля Георга VI
Коронаційна медаль Короля Георга VI — британська пам'ятна медаль. Започаткована на честь коронації короля Георга VI.
Загалом було вручено 90 279 медалей, в тому числі:
- 6 887 австралійцям
- 10 089 канадцям

## Опис
- Кругла срібна медаль діаметром 31,7 мм. На аверсі медалі зображено профілі Георга VI та його дружини королеви Єлизавети.
- На зворотному боці відзнаки зображено королівську монограму GRI і напис CROWNED / 12 May 1937 («коронований 12 травня 1937 року») двома рядками. Колом розміщено напис: Георг VI королева Єлизавета.
- Стрічка завширшки 31,7 мм складається зі смуг білого, червоного та синього (в центрі) кольорів.